# Jane Léro
Jane Léro (8 février 1916 - 17 juillet 1961) est une militante féministe et communiste martiniquaise,. 

## Biographie
Jane Apolinaire Léro grandit avec ses sept frères et sœurs dans une famille de petits commerçants originaires de Lamentin en Martinique. Adolescente, elle intègre le Pensionnat colonial des jeunes filles de Fort-de-France. En 1938, Jane Léro obtient le prix d’honneur en mathématiques et en sciences du lycée Schoelcher. Elle souhaite alors poursuivre ses études supérieures en France, mais seuls ses deux frères Etienne et Thélus, y sont autorisés. De cette différence de traitement naît un premier engagement contre les inégalités femmes-hommes.
L’entrée de la France dans la Seconde Guerre mondiale et l’incendie de l’épicerie familiale en 1940, mettent définitivement un terme à ses espoirs de terminer son parcours universitaire à Paris. Elle travaille quelques mois dans une banque avant de s’installer aux Terres Sainville, où accompagnée de sa mère, elle ouvre un commerce de confections et d’ouvrages artisanaux.
Jane Léro décède tragiquement le 17 juillet 1961.

## Militantisme
Le 11 juin 1944, à la tête d’un groupe de femmes de sensibilité communiste, elle se mobilise pour la création de l’Union des Femmes de la Martinique (UFM) dont elle devient la présidente. Dans un premier temps affiliée à l’Union des femmes françaises, l’association devient autonome au début des années 1960. Par ses prises de position et ses différentes actions, l’Union des Femmes de la Martinique a joué un rôle moteur dans l’histoire sociale et la place des femmes en Martinique, œuvrant ainsi pour davantage de visibilité, une égalité de droits et une meilleure prise en charge de leur besoin en santé et éducation,.
En 1949, elle part en métropole pour poursuivre des études d’assistante sociale. Elle travaille quelques années comme assistante sociale en Seine-et-Oise avant de revenir en Martinique en 1958. Elle est également à l’origine des comités de l’Ermitage et des Terres Sainville, mis en place dans les quartiers populaires de Fort-de-France. 